# Dulcitius de Toul
Dulcitius de Toul († vers 540 ?) est le dixième évêque de Toul.

## Biographie
L'évêque Dulcitius succéda à Trifsorich vers 532. On ne sait quasiment rien sur lui. L'ancien manuscrit de saint Mansuy dit seulement qu'il fut élu par le consentement unanime du clergé et du peuple et qu'il avait dans les mœurs la douceur que signifiait son nom. 
Son successeur Alodius ayant participé en 549 au Ve Concile d'Orléans, la mort de Dulcitius est donc antérieure à cette date.